# Akodon simulator
Espèce
Statut de conservation UICN

 LC  : Préoccupation mineure
Akodon simulator est un rongeur appartenant à la famille des Cricétidés.

## Répartition et habitat
On le rencontre en Argentine et en Bolivie. Il vit dans les yungas et les prairies nuageuses entre 400 et 2 500 m d'altitude.